# Oda Spelbos
Oda Spelbos (9 novembre 1964) è un'attrice olandese, attiva principalmente in campo televisivo,  e teatrale.
Complessivamente, tra cinema e - soprattutto - televisione, ha partecipato ad una quindicina di differenti produzioni a partire dall'inizio degli anni novanta
Tra i suoi ruoli più noti, figurano quello di Inez van Weezel nella serie televisiva Gemeentebelangen  e - soprattutto - quello di Marion Dreesen nella serie televisiva Flikken - Coppia in giallo (Flikken Maastricht, 2007-..).

## Filmografia

### Cinema
- Vincent & Theo (1990) - ruolo: Ida
- Somberman's aktie (2000) - Ines
- Lege maag (2009)

### Televisione
- Seth & Fiona - serie TV, 1 episodio (1994)
- Coverstory - serie TV, 1 episodio (1995)
- Unit 13 - serie TV, 1 episodio (1996)
- Laagland - film TV (1996)
- Baantjer - serie TV, 1 episodio (1996) - Hermine Platanen
- Hij & Julia - serie TV (2000) - ruolo: Lonneke
- Somberman's aktie - film TV (2000) - Ines
- Schiet mij maar lek - serie TV, 1 episodio (2000)
- Baantjer - serie TV, 1 episodio (2002) - Sonja Meier
- Gemeentebelangen - serie TV (2003) - Inez van Weezel
- Enneagram - serie TV, 1 episodio (2004)
- Evelien - serie TV, 1 episodio (2006)
- Flikken - Coppia in giallo - serie TV, 98+ episodi (2007-...)
- Dokter Deen - serie TV (2016-...)

## Programmi televisivi
- De klas van Frieda, 1 puntata (2012)

## Premi e riconoscimenti
- 2003: Nomination al premio Golden Picture per il ruolo di Inez van Weezel nella serie televisiva Gemeentebelangen[2][5]

## Doppiatrici italiane
- Cinzia Massironi in Flikken - Coppia in giallo[4]